# Amphoraceras
Amphoraceras là một chi bướm đêm thuộc họ Noctuidae.